# Elassocanthon
Elassocanthon là một chi bọ cánh cứng thuộc họ Scarabaeidae.